# Изабела Хамад
Изабела Хамад (на английски: Isabella Hammad) е британска писателка на произведения в жанра драма и исторически роман.

## Биография и творчество
Изабела Хамад е родена през 1992 г. в Лондон, Англия. Има палестински произход.
Следва в Оксфордския университет и Харвардския университет. През 2013 г. получава стипендия за писатели от университета в Кеймбридж. През 2016 – 2017 г. е писател-резидент за фондация „Аксин“ на Нюйоркския университет.
Разказът ѝ „Mr Can'aan“ е отличен с наградата „Плимптън“ за художествена литература за 2018 г. и наградата „О. Хенри“ за 2019 г. Той представя приятелството на Сам и Джибрил от първата им среща в Монополния клуб на Американския университет в Бейрут след Шестдневната война до средна възраст.
Първият ѝ роман „Парижанинът“ е издаден през 2019 г. Младият палестинец, студентът Мидхат Камал, търси своето място в живота и в любовта в един разкъсан свят, от променящата се политика на Близкия изток до бурния живот в Монпелие и Париж. Чрез историята му писателката представя заплетената политика и лични трагедии в онази бурна епоха – борбата на Палестина за независимост и надвисналата сянка на Втората световна война. За романа е вдъхновена от живота на прадядо си по бащина линия. Романът печели наградата за палестинска книга за 2019 г., наградата „Сю Кауфман“ за 2020 г. от Американската академия за изкуства и литература, и наградата „Бети Траск“ на Обществото на авторите във Великобритания.
Изабела Хамад живее в Бруклин, Ню Йорк, и в Лондон.

## Произведения

### Самостоятелни романи
- The Parisian (2019)
Парижанина, изд. "Кръг" (2022), прев. Стефан Аврамов

### Разкази
- Mr Can'aan (2017)